# Papírový hrdina
Papírový hrdina (orig. Paper Man) je americký film z roku 2009 v hlavních rolích s Jeffem Danielsem, Emmou Stoneovou a Ryanem Reynoldsem.

## Děj
Spisovatel Richard Dunn stále mluví se svým fiktivním dětským hrdinou kapitánem Úžasným. Na návrh své manželky Claire se na zimu přemístí do domu na pláži na Long Islandu, aby překonal svůj spisovatelský blok. Tam se seznámí se sedmnáctiletou Abby. Uvidí ji, jak z neznámých důvodů zakládá oheň v odpadkovém koši. Rozhodne se ji sledovat. Abby si toho všimne a Richard ji, aby si nemyslela, že je perverzní, najme jako chůvu, i když nemá dítě. V pátek v noci Abby přijde a Richard se jí musí přiznat, že nemá dítě. Abby to nevadí. Richard se rozhodne čas strávit na molu, kde mluví s kapitánem Úžasným, který tvrdí, že Richard nikdy nemůže udělat správné rozhodnutí bez jeho pomoci.
Zatímco byl pryč, Abby uvařila polévku. Richard je ohromen, že to udělala sama, protože on to nedokáže. Najme si ji na příští týden znovu, ačkoli kapitán tvrdí, že to nepovede k ničemu dobrému. Richard je ohromen Abbyiným mládím a nevinností, ona jeho psaním. Jejich přátelství brzy přeroste ve vztah podobný vztahu otce s dcerou. Abby se Richardovi svěří se smrtí svého dvojčete, on jí zase s problémy svého skomírajícího manželství. Jejich vztah sleduje Christopher, který se o Abby stará od smrti jejího dvojčete. Ačkoli se cítí Abby odmítaný, chce pro ni jen to nejlepší. Nakonec se oba musí postavit problémům svého života - Abby svému nevychovanému příteli a Richard se musí rozloučit se svým dětským hrdinou.

## Obsazení
| Jeff Daniels   | Richard Dunn   |
| Emma Stoneová  | Abby           |
| Ryan Reynolds  | kapitán Úžasný |
| Lisa Kudrow    | Claire Dunn    |
| Kieran Culkin  | Christopher    |
| Hunter Parrish | Bryce          |
| Arabella Field | Lucy           |

## Ohlas
Agregátor filmových recenzí Rotten Tomatoes dává na základě 29 recenzí snímku hodnocení 31 %. Podobný server Metacritic film ohodnotil na základě 15 recenzí 37 body ze 100, což převážně nepříznivé kritiky.